# لاک‌وود (میزوری)
لاک‌وود (به انگلیسی: Lockwood) یک شهر در ایالات متحده آمریکا است که در شهرستان دادی واقع شده‌است. لاک‌وود ۲٫۵۶ کیلومتر مربع مساحت و ۹۳۶ نفر جمعیت دارد و ۳۳۱ متر بالاتر از سطح دریا واقع شده‌است.